# 210 (szám)
A 210 (kétszáztíz) a 209 és 211 között található természetes szám.

## A matematikában
A 210 összetett szám, bővelkedő szám. Ötszögszám. Téglalapszám (14 · 15). Erősen bővelkedő szám: osztóinak összege nagyobb, mint bármely nála kisebb pozitív egész szám osztóinak összege. Primoriális, így egyben ritkán tóciens szám is.
A legkisebb természetes szám, amely négy egymástól különböző prímszám szorzataként (2×3×5×7) állítható elő.
Érinthetetlen szám: nem áll elő pozitív egész számok valódiosztóösszeg-függvényeként.